# Ilyodon whitei
Ilyodon whitei är en fiskart som först beskrevs av Meek, 1904.  Ilyodon whitei ingår i släktet Ilyodon och familjen Goodeidae. IUCN kategoriserar arten globalt som akut hotad. Inga underarter finns listade i Catalogue of Life.